# Son Wan-Ho
Son Wan-Ho (en coreano: 손완호; Changwon, 17 de mayo de 1988) es un deportista surcoreano que compitió en bádminton. Ganó una medalla de bronce en el Campeonato Mundial de Bádminton de 2017, en la prueba individual.

## Palmarés internacional
| Campeonato Mundial | Campeonato Mundial    | Campeonato Mundial | Campeonato Mundial |
| Año                | Lugar                 | Medalla            | Prueba             |
| ------------------ | --------------------- | ------------------ | ------------------ |
| 2017               | Glasgow (Reino Unido) | Medalla de bronce  | Individual         |